# Feel the Passion
Feel the Passion – singel Aurelii Gaçe, wydany 14 lutego 2011. Kompozycję napisał Sokol Marsi, a skomponował go Shpëtim Saraçi.
Utwór w pierwotnej albańskiej wersji o tytule „Kënga ime” wygrał 49. edycję albańskiego festiwalu muzycznego Festivali i Këngës 25 grudnia 2010. Na potrzeby Konkursu Piosenki Eurowizji 2011 w Düsseldorfie piosenka została przearanżowana na angielską wersję („Feel the Passion”). Utwór reprezentował wówczas Albanię i zajął ostatecznie 14. miejsce w półfinale.
Oficjalny teledysk do piosenki został przedstawiony 13 marca 2011 w programie Historia nis ketu w albańskiej telewizji publicznej TVSH, a realizowany był w różnych albańskich miastach takich jak Szkodra, Butrint, Dhërmi i Gjirokastra.
Piosenka w nowej aranżacji znalazła się na albumie Paraprakisht.